# U-742
Unterseeboot 742 foi um submarino alemão do Tipo VIIC, pertencente a Kriegsmarine que atuou durante a Segunda Guerra Mundial.

## Comandantes
| Comandante               | Data                                    |
| ------------------------ | --------------------------------------- |
| Kptlt. Heinz Schwassmann | 1 de maio de 1943 - 18 de julho de 1944 |

## Subordinação
Durante o seu tempo de serviço, esteve subordinado às seguintes flotilhas:
| Período                                  | Flotilha                                   |
| ---------------------------------------- | ------------------------------------------ |
| 1 de maio de 1943 - 31 de março de 1944  | 8. Unterseebootsflottille (treinamento)    |
| 1 de abril de 1944 - 31 de maio de 1944  | 6. Unterseebootsflottille (serviço ativo)  |
| 1 de junho de 1944 - 18 de julho de 1944 | 13. Unterseebootsflottille (serviço ativo) |

## Operações conjuntas de ataque
O U-742 participou das seguinte operações de ataque combinado durante a sua carreira:
- Rudeltaktik Grimm (31 de maio de 1944 - 6 de junho de 1944)